# John Ritchie (Politiker)
John Ritchie (* 12. August 1831 in Frederick, Maryland; † 27. Oktober 1887 ebenda) war ein US-amerikanischer Jurist und Politiker. Zwischen 1871 und 1873 vertrat er den Bundesstaat Maryland im US-Repräsentantenhaus.

## Werdegang
John Ritchie besuchte die Frederick Academy und begann danach ein Medizinstudium, das er aber abbrach. Nach einem Jurastudium an der Harvard University und seiner 1854 erfolgten Zulassung als Rechtsanwalt begann er in Frederick in diesem Beruf zu arbeiten. Ritchie war auch Hauptmann der Staatsmiliz. In dieser Eigenschaft wurde er im Jahr 1859 von US-Präsident James Buchanan nach Harpers Ferry beordert, wo John Brown seinen historischen Überfall auf ein Waffenlager begangen hatte. Während des Bürgerkrieges war er Brevet-Brigadegeneral der Freiwilligen im Heer der Union. Zwischen 1867 und 1871 fungierte Ritchie als Staatsanwalt im Frederick County. Gleichzeitig schlug er als Mitglied der Demokratischen Partei eine politische Laufbahn ein.
Bei den Kongresswahlen des Jahres 1870 wurde Ritchie im vierten Wahlbezirk von Maryland in das US-Repräsentantenhaus in Washington, D.C. gewählt, wo er am 4. März 1871 die Nachfolge von Patrick Hamill antrat. Da er im Jahr 1872 nicht bestätigt wurde, konnte er bis zum 3. März 1873 nur eine Legislaturperiode im Kongress absolvieren. Nach dem Ende seiner Zeit im US-Repräsentantenhaus praktizierte er wieder als Anwalt. 1881 wurde er Richter im sechsten Gerichtsbezirk von Maryland und gleichzeitig beigeordneter Richter am Maryland Court of Appeals. Er starb am 27. Oktober 1887 in seinem Heimatort Frederick, wo er auch beigesetzt wurde.